# Fargʻona
Fargʻona, im Deutschen auch als Ferghana bekannt (usbekisch-kyrillisch Фарғона; russisch Фергана Fergana; persisch فرغانه, DMG Farġāna), ist eine zentralasiatische Stadt im Ferghanatal im Osten von Usbekistan und die Hauptstadt der Viloyat Fargʻona. In der Stadt selbst leben rund 187.100 Einwohner und knapp 500.000 in der erweiterten Agglomeration. Sie ist Industriezentrum (Petrochemie, Textilindustrie) und kultureller Mittelpunkt des Gebietes mit Hochschulen und Theater. Fargʻona wurde als koloniale Neugründung neben der uralten Stadt Margʻilon erbaut und trug bis ins 20. Jahrhundert die Bezeichnung Nowy Margelan.

## Geografie
Die Stadt und ihre Umgebung liegen in einer erdbebenaktiven Zone. So kam es im Jahr 1902 zu einem großen Ausbruch.

## Geschichte
Die Erforschung der Bronzezeit Ferghanas begann in den 1930er Jahren. Eine Station bei Chust wurde von I. V. Sirisevskij ausgegraben. Die Keramik umfasste neben dem Gebrauchsgeschirr eine dünnwandige Ware. Auf rotem Grund wurden schwarze Muster aufgetragen (schraffierte Dreiecke, mitunter auch Spiralen). Dieser Kultur gehört auch die umwallte Siedlung Dal'verzin an. Die Ausgräber fanden Sicheln sowie Knochen von Rindern, Schafen, Ziegen, Pferden, Eseln, Schweinen und Hunden. Die Werkzeuge waren aus Bronze, Stein und Knochen hergestellt.
Nach 160 v. Chr. gründeten die Saken ein Reich. Zeitweilig gehörte Ferghanas zu Kuschana. Das Land profitierte vom Karawanenhandel der Seidenstraße. Die Chinesen schätzten besonders die Pferde aus Ferghana. Tonfiguren der späten Han-Zeit und der Tang-Zeit stellen wahrscheinlich diese importierten Pferde dar. Vom 2. Jahrhundert v. Chr. bis zum 4. Jahrhundert n. Chr. entstanden Kurgan-Nekropolen der Nomaden; das Land erlebte eine Blütezeit als Heimat Dayuan. Eine andere Grabform dieser Zeit war die sogenannte Kurum oder Hug-chana, eine aus Steinen erbaute runde Grabkammer mit kuppelförmigem Dach.

## Sehenswürdigkeiten

Statue von Farghani im al-Fargʻoniy-Park

Im 18. Jahrhundert war Fargʻona noch ein kleines Dorf, entwickelte sich in der Zeit der russischen Expansion in Zentralasien zu einem politischen Zentrum und spielte eine bedeutende Rolle im Great Game, einer Rivalität zwischen den russischen und britischen Imperien um die Herrschaft in Asien.

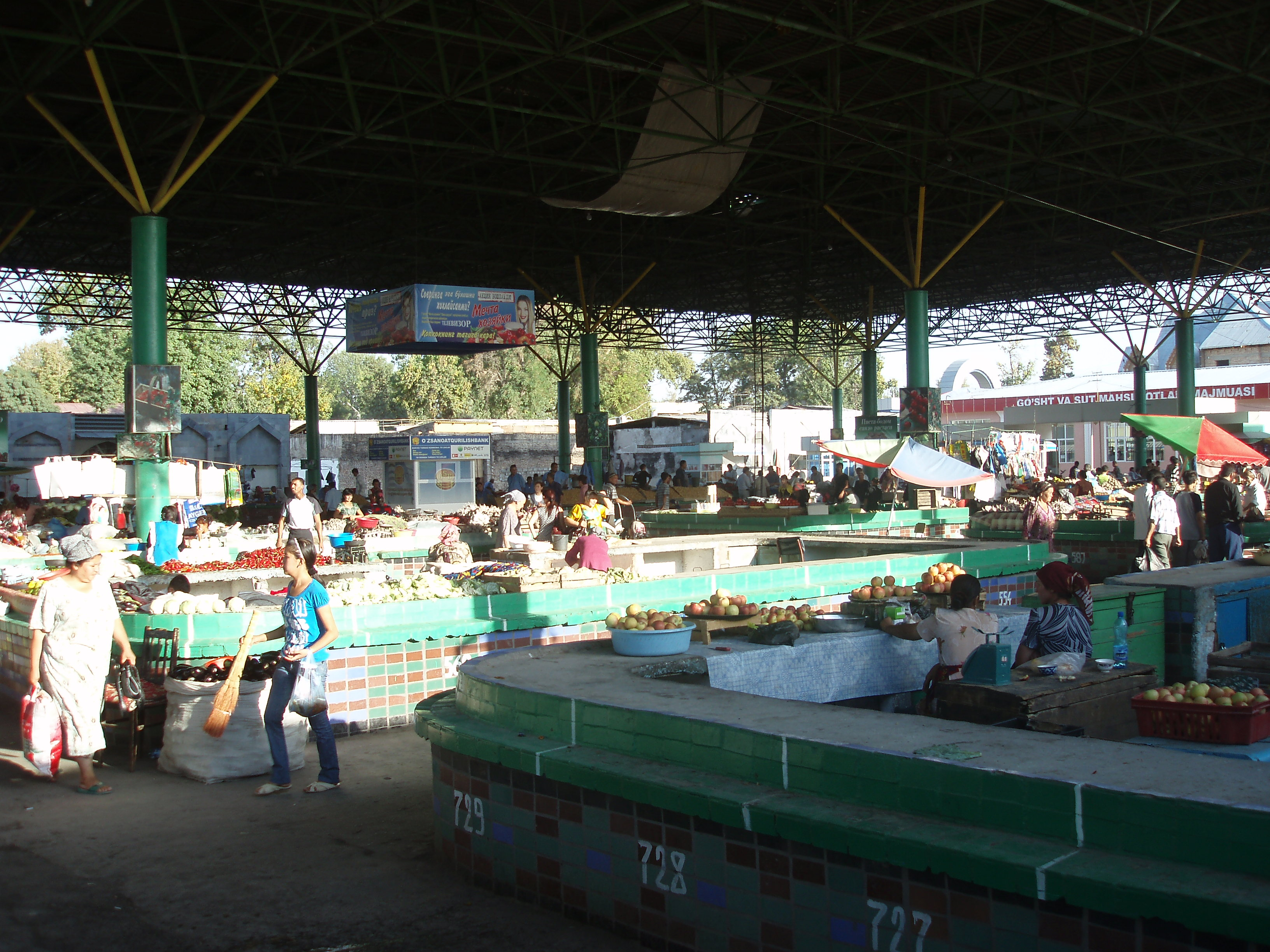
Basar der Stadt

Fargʻona ist dennoch weniger durch seine Meisterwerke der Baukunst, als durch die Schönheit der Natur bekannt. Die Stadt wird häufig mit einem riesigen Garten verglichen, der im Frühling besonders schön aussieht. Platanen, Eichen und weiße Robinien verleihen den Straßen das Aussehen von Alleen. Die hiesigen Parks und Grünanlagen sind breit angelegt. Nach der Vielfalt an dekorativen Bäumen und Sträuchern erinnern sie an einen botanischen Garten und nach den vielen Blumen- und Rasenflächen an ein Rosarium.
Das gesellschaftliche Leben in Fargʻona ist eine Mischung westlicher und traditioneller usbekischer Einflüsse. Neben den modernen Restaurants, Bars und Nachtklubs sieht man ebenso orientalische Basare, alte historische Bauten und Läden für Kunsthandwerk. Die Bevölkerung besteht heute mehrheitlich aus Usbeken, mit bedeutenden Minderheiten von Russen, Tataren, Ukrainern, Koreanern und Tadschiken.
Seit der Seidenstraßen-Ära ist Fargʻona auch bekannt für seine Seide und Töpferwaren.

## Sport
Der Fußballverein FK Neftchi Fargʻona spielt in der Uzbekistan Super League. Heimstadion ist das 20.000-Zuschauer-Stadion Istiklol.

## Söhne und Töchter der Stadt
- Alexander Wolkow (1886–1957), russischer Maler
- Inamschon Usmanchodschajew (1930–2017), sowjetischer bzw. usbekischer Politiker
- Enwer Ismailow (* 1955), ukrainischer (krimtatarischer) Musiker
- Qairat Omarow (* 1963), kasachischer Politiker und Diplomat, Botschafter in den Vereinigten Staaten
- Isajon Sulton (* 1967), Schriftsteller und Übersetzer
- Lusja Shatalova (* 1968), Designerin und Kinderbuchillustratorin
- Gulnora Karimova (* 1972), Politikerin, Diplomatin und Unternehmerin
- Sergei Tetjuchin (* 1975), russischer Volleyballspieler
- Rafael Nuritdinov (* 1977), Radrennfahrer
- Temur Kapadze (* 1981), Fußballspieler
- Sergey Lagutin (* 1981), russisch-usbekischer Radrennfahrer
- Bahram Muzaffer (* 1986), türkischer Boxer
- Irina Potejewa (* 1986), russische Boxerin
- Marina Hmelevskaya (* 1990), Sommerbiathletin und Leichtathletin
- Sardor Mirzayev (* 1991), Fußballspieler
- Sarvinoz Saidxoʻjayeva (* 1997), Tennisspielerin
- Shaxnoza Hatamova (* 1999), Tennisspielerin
- Lazizbek Mullajonov (* 1999), Boxer
- Muhammadqodir Hamroliyev (* 2001), Fußballspieler
- Asadxoʻja Moʻydinxoʻjayev (* 2001), Boxer
- Diyor Xolmatov (* 2002), Fußballspieler

## Klimatabelle
|                       | Jan  | Feb  | Mär  | Apr  | Mai  | Jun  | Jul  | Aug  | Sep  | Okt  | Nov  | Dez  |   |      |
| Mittl. Tagesmax. (°C) | 1,6  | 5,1  | 12,9 | 21,4 | 27,5 | 32,6 | 34,8 | 33,4 | 28,3 | 19,8 | 11,2 | 4,8  | ⌀ | 19,5 |
| Mittl. Tagesmin. (°C) | −6,7 | −3,7 | 2,9  | 9,0  | 14,1 | 18,0 | 19,7 | 17,8 | 12,1 | 5,4  | 0,7  | −3,3 | ⌀ | 7,2  |
|                       |      |      |      |      |      |      |      |      |      |      |      |      |   |      |
| Niederschlag (mm)     | 23   | 17   | 28   | 20   | 22   | 11   | 6    | 3    | 2    | 14   | 19   | 18   | Σ | 183  |
|                       |      |      |      |      |      |      |      |      |      |      |      |      |   |      |
| Sonnenstunden (h/d)   | 3,6  | 4,5  | 5,1  | 7,3  | 9,2  | 11,0 | 11,7 | 11,4 | 9,9  | 7,5  | 5,1  | 3,2  | ⌀ | 7,5  |
|                       |      |      |      |      |      |      |      |      |      |      |      |      |   |      |
| Regentage (d)         | 4    | 3    | 5    | 5    | 5    | 3    | 1    | 0    | 0    | 2    | 4    | 4    | Σ | 36   |
|                       |      |      |      |      |      |      |      |      |      |      |      |      |   |      |
| Luftfeuchtigkeit (%)  | 83   | 83   | 70   | 61   | 53   | 46   | 46   | 47   | 50   | 62   | 72   | 78   | ⌀ | 62,5 |

| −6,7 |

| −3,7 |

| 2,9 |

| 9,0 |

| 14,1 |

| 18,0 |

| 19,7 |

| 17,8 |

| 12,1 |

| 5,4 |

| 0,7 |

| −3,3 |

| −6,7 |

| −3,7 |

| 2,9 |

| 9,0 |

| 14,1 |

| 18,0 |

| 19,7 |

| 17,8 |

| 12,1 |

| 5,4 |

| 0,7 |

| −3,3 |